# Heteronotus divisus
Heteronotus divisus är en insektsart som beskrevs av Walker. Heteronotus divisus ingår i släktet Heteronotus och familjen hornstritar. Inga underarter finns listade i Catalogue of Life.